# Szent Mihály és Gábriel arkangyalok fatemplom (Dióshalom)
A dióshalmi Szent Mihály és Gábriel arkangyalok fatemplom' műemlékké nyilvánított épület Romániában, Máramaros megyében. A romániai műemlékek jegyzékében az  MM-II-m-B-04768 sorszámon szerepel.